# Aulonocara maylandi
Aulonocara maylandi és una espècie de peix de la família dels cíclids i de l'ordre dels perciformes.

## Distribució geogràfica
És un endemisme del llac Malawi (Àfrica oriental).